# Вулиця Георгія Горюшка
Ву́лиця Гео́ргія Горю́шка — вулиця в Голосіївському районі міста Києва, місцевість Віта-Литовська. Пролягає від Бродівської вулиці до кінця забудови (озеро).

## Історія
Вулиця виникла на початку 2010-х років під проектною назвою Лінія 7. Сучасна назва на честь українського співака Георгія Горюшка — з 2011 року.